# Harvard Crimson football 1873-1879
Nelle stagioni che vanno dal 1873 al 1879, gli Harvard Crimson football, rappresentanti il college di Harvard hanno conquistato retroattivamente il titolo nazionale nel 1875.

## 1873
| 05-14-1874           | McGill* | Cambridge, MA | W 3-0 |
| 05-15-1874           | McGill* | Cambridge, MA | T 0-0 |
| *Gare non-conference |         |               |       |

## 1874
| 10-23-1874           | at McGill* | Montréal | W 3-0 |
| *Gare non-conference |            |          |       |

## 1875
| 06-04-1875           | Tufts*            | Cambridge, MA | L 0-1 |
| 10-23-1875           | at Montreal FBC*  | Montréal      | W 1-0 |
| 10-27-1875           | at Tufts*         | Medford       | W 1-0 |
| 11-13-1875           | at Yale*          | New Haven, CT | W 4-0 |
| 05-08-1876           | Canada All-Stars* | Cambridge, MA | W 1-0 |
| *Gare non-conference |                   |               |       |

## 1876
| 10-28-1876           | at Canada All-Stars* | Montréal      | W 2-0 |
| 10-30-1876           | at McGill*           | Montréal      | W 1-0 |
| 11-18-1876           | at Yale*             | New Haven, CT | L 0-1 |
| 04-28-1877           | Princeton*           | Cambridge, MA | W 1-0 |
| *Gare non-conference |                      |               |       |

## 1877
| 10-23-1877           | at Tufts*     | Medford       | W 3-0 |
| 10-26-1877           | at McGill*    | Montréal      | W 1-0 |
| 11-03-1877           | at Princeton* | Princeton, NJ | L 0-1 |
| 11-05-1877           | at Columbia*  | New York      | W 6-0 |
| *Gare non-conference |               |               |       |

## 1878
| 11-09-1878           | at Amherst*   | Amherst, MA   | W 3-0 |
| 11-16-1878           | at Princeton* | Princeton, NJ | L 0-1 |
| 11-23-1878           | at Yale*      | Boston, MA    | L 0-1 |
| *Gare non-conference |               |               |       |

## 1879
| 10-25-1879           | Britannias FBC*    | Cambridge, MA | W 2-0 |
| 11-01-1879           | at Britannias FBC* | Montréal      | W 1-0 |
| 11-03-1879           | at McGill*         | Montréal      | T 0-0 |
| 11-08-1879           | at Yale*           | New Haven, CT | T 0-0 |
| 11-15-1879           | at Princeton*      | Princeton, NJ | L 0-1 |
| *Gare non-conference |                    |               |       |